# Nathaniel Keeve
Nathaniel Keeve (21 de abril de 1995) es un deportista estadounidense que compite en judo. Ganó dos medallas de bronce en el Campeonato Panamericano de Judo, en los años 2021 y 2023.

## Palmarés internacional
| Campeonato Panamericano | Campeonato Panamericano | Campeonato Panamericano | Campeonato Panamericano |
| Año                     | Lugar                   | Medalla                 | Categoría               |
| ----------------------- | ----------------------- | ----------------------- | ----------------------- |
| 2021                    | Guadalajara (México)    | Medalla de bronce       | –100 kg                 |
| 2023                    | Calgary (Canadá)        | Medalla de bronce       | –100 kg                 |